# バスケットボールスウェーデン代表
バスケットボールスウェーデン代表(Sweden national basketball team)は、スウェーデンバスケットボール連盟によって編成され国際大会に派遣されるバスケットボールのナショナルチームである。

## 歴史
ユーロバスケットには1953年と1957年に出場したが、いずれも振るわず。しかし、西側主要国がボイコットした1980年モスクワ五輪には出場した。
ユーロバスケット2025予選では3勝3敗という成績で予選突破を決め、2013年大会以来となる本大会出場を決めた。

## 主な国際大会成績
- 夏季オリンピック
  - 1980年 ― 10位
- 世界選手権
  - 出場なし
- ユーロバスケット
  - 16位：1955年

## 現在の代表選手
ユーロバスケット2025代表候補ロスター
- ペレ・ラーション
- ボビ・クリントマン
- デンゼル・アンデション
- シモン・ブリガンデル
- トビアス・ボルグ
- クリストファー・チェラポヴィチ
- ヴィクトル・ガデフォルス
- ルドビク・ハカンション
- オッレ・ルンドクヴィスト
- マティアス・マークション
- バッラ・エンジ
- メルヴィン・パンツァル
- ケニー・フォト
- アダム・ラムステッド
- ニコラス・スパイアーズ
- フェリックス・テリンス

## 歴代代表選手
- ヨナス・イェレブコ
- ジェフリー・テイラー
- トビアス・ボルグ
- メルヴィン・パンツァル
- エリック・ラッシュ
- マーカス・エリクソン
- ルドビク・ハカンション
- デンゼル・アンデション
- マティアス・マークション
- ペレ・ラーション

## 歴代ヘッドコーチ
- ヴェドラン・ボスニッチ （2014-2018）
- ウーゴ・ロペス （2018-2020）[4]